# Karl Wermuth
Karl Georg Ludwig Wermuth (* 1804 in Hameln; † 9. Januar 1867 in Hannover) war ein deutscher Polizeidirektor im Königreich Hannover.

## Leben
Karl Georg Ludwig Wermuth wurde in Hameln geboren. Er studierte an der Georg-August-Universität Göttingen Rechtswissenschaft und wurde Mitglied des Corps Bremensia. Er schloss mit einer Promotion zum Dr. iur. ab. Er arbeitete als Senator für Polizeiangelegenheiten in Hameln. Ein wesentlicher Schwerpunkt seiner Tätigkeit war die Entwicklung der Dampfschifffahrt auf der Weser. Von November 1842 bis März 1846 war er der Direktor der Vereinigten Weser-Dampfschiffahrt Gesellschaft. Ihm zu Ehren wurde 1846 beschlossen, ein neues Dampfschiff dieser Gesellschaft „Dr. Wermuth“ zu taufen. 1846 wurde er in die Polizeidirektion Hannover berufen. 1847 erhielt er die Aufgabe die Landespolizei neu zu organisieren und wurde zum „Königl. Hannöverschen Polizei-Direktor“ befördert. Anfang 1854 wurde er zum „Generalpolizeidirektor“ ernannt, auch weil er ein gutes persönliches Verhältnis zu Georg V. (Hannover) hatte. Eine geplante Ernennung zum Innenminister in Hannover scheiterte. 1862 wurde der Landdrost in Hildesheim. Nachdem Hannover durch den Deutschen Krieg die  Selbstständigkeit verloren hatte, wurde er vom Dienst suspendiert und musste das Land verlassen. Als seine Bitte um Wiedereinstellung abschlägig beschieden wurde, erschoss er sich.

„Dr. jur. H. Becker (…) Am 1. Juli d. Js. wurde er unter Jubel der Bevölkerung als Bürgermeister der Reichsstadt Dortmund eingesetzt. ... Im Jahr 1866 wurde das Königreich Hannover von Preußen erst okupirt, dann annektirt und Herr Wermuth, damals Landdrost in Hildesheim, jagte sich eine Kugel durch den Kopf. – So endete der erste Zeuge.“

Sein bedeutendster Fall war der Kölner Kommunistenprozess. Am 10. Mai 1851 wurde Peter Nothjung auf dem Bahnhof in Leipzig während der Leipziger Messe verhaftet, da er keine gültigen Papiere vorweisen konnte. Bei ihm fand die Polizei eine Liste mit Namen führender Mitglieder des Bundes. Schon wenige Tage später berichtet Marx Friedrich Engels: „Nothjung ist in Leipzig am Bahnhofe verhaftet worden. Was man an Papieren gefunden hat, weiß ich natürlich nicht“. Wermuth bedankte sich bei seinem Kollegen sächsischen Friedrich Eberhardt aus Leipzig für die Verhaftung Nothjungs mit den Worten: „Für die Mitteilungen vom 28./30. v. M. und 2./4. d.M., das Prachtexemplar Nothjung betreffend, meinen Dank.“. Gemeinsam mit seinem Berliner Kollegen Wilhelm Stieber bereitete er den lang ersehnten Prozess vor. Es wurden Haussuchungen, auch in Hannover, durchgeführt, Briefe erbrochen und jeder Versuch einer Organisation von Arbeitern unterdrückt. Erst am 4. Oktober 1852 begann der Prozess. Angeklagt wurden Peter Gerhard Roeser, Nothjung, Wilhelm Joseph Reiff, Hermann Becker, Roland Daniels, Carl Wunibald Otto, Abraham Jacobi, Wilhelm Jacob Klein, Johann Ludwig Albert Erhard und Friedrich Lessner.  Am 20. Oktober 1852 trat Wermuth auch als Zeuge in Köln auf. Er berichtete über Haussuchungen bei Adolf Mensching und erklärte wahrheitswidrig, dass Mensching behauptet hätte, dass Becker Mitglied des Bundes der Kommunisten sei. Ein Verteidiger Schneider II führte aus, dass Wermuth den Einfluss der angenommenen zehn Bundesmitglieder auf achttausend fremde Gesellen und Arbeiter überschätzt. Nur drei Angeklagte wurden freigesprochen. Wermuth und Stieber stellten ein umfangreiches Werk her, in dem die demokratischen Anfänge der deutschen Arbeiterbewegung diffamiert wurden. Mit 760 Steckbriefen von Personen, die sie für gefährlich hielten, ist das sogenannte „Schwarze Buch“ noch heute von großem Wert für die Historiker der frühen deutschen Arbeiterbewegung.
Wermuth war mit Emilia (Emmy) Dorothe Domeier (1815–1904) verheiratet. Sie hatten den Sohn Adolf Wermuth. Er war 1912–1921 Oberbürgermeister von Berlin und hatte die Tochter Frieda Wermuth (1853–1940), die mit Georg Arnold Bacmeister verheiratet war.

## Werke
- Sammlung über Erfahrung, Resultate und Einrichtungen der Vereinigten Weser-Dampfschiffahrt. März 1846[12]
- Hannoversches Polizeiblatt. hrsg. von der Königlichen Polizeidirektion in Hannover. Hannover 1846–1866
- [Karl Georg Ludwig] Wermuth / [Wilhelm] Stieber: Die Communisten-Verschwörungen des neunzehnten Jahrhunderts. Im amtlichen Auftrage zur Benutzung der Polizei-Behörden der sämmtlichen deutschen Bundesstaaten. Erster Theil. Enthaltend: Die historische Darstellung der betreffenden Untersuchungen. A. W. Hayn, Berlin 1853 (Reprint: Olms, Hildesheim 1969 und Verlag Klaus Guhl, Berlin 1976) Erster Theil (MDZ Reader)
- [Karl Georg Ludwig] Wermuth / [Wilhelm] Stieber: Die Communisten-Verschwörungen des neunzehnten Jahrhunderts. Im amtlichen Auftrage zur Benutzung der Polizei-Behörden der sämmtlichen deutschen Bundesstaaten. Zweiter Theil. Enthaltend: Die Personalien der in den Communisten-Untersuchungen vorkommenden Personen. A. W. Hayn, Berlin 1854 (Reprint: Olms, Hildesheim 1969 und Verlag Klaus Guhl, Berlin 1976) online

Das Stadtarchiv Hannover verwahrt drei Briefe von ihm (1849–1857).